# قشلاق (اسکو)
قشلاق یکی از روستاهای استان آذربایجان شرقی است که در دهستان شورکات جنوبی بخش ایلخچی شهرستان اسکو واقع شده‌است.این روستا ۲۷۴ نفر جمعیت دارد.
شغل اغلب ساکنان این روستا گاوداری می‌باشد که متا سفانه با حمایت نشدن از سوی دولت‌های دهم و نهم رفته رفته بر مشکلات این قشر زحمت کش افزوده می‌شود و مردم به مهاجرت و روی اوردن به شغل‌های کاذب کم کم کمر به از بین رفتن روستا میبندند البته نا گفته نباشد که شغل اصلی این مردم همانند سایر روستاها کشاورزی می‌باشد.

## موقعیت جغرافیایی
این روستا از جنوب با روستای علی آباد و از شمال با روستای زین الحاجیلو از شرق با روستای مرجانلو و از غرب با روستای حسن اباد همسایه می‌باشد.

## جمعیت
جمعیت این روستا در سال ۱۳۹۴ به ۳۰۰ نفر افزایش یافته هست اما مهاجرت‌ها همچنان ادامه دارد .